# Parafia Podwyższenia Krzyża Świętego w Ziempniowie
Parafia Podwyższenia Krzyża Świętego w Ziempniowie – parafia rzymskokatolicka znajdująca się w diecezji tarnowskiej, w dekanacie Mielec Północ.

## Historia
W 1947 roku zbudowano w Ziempniowie kapliczkę, która początkowo służyła jako punkt katechetyczny. Jej rozbudowa trwała od 1965 do 1967 r. mimo sprzeciwu ówczesnych władz. W roku 1969 rektorem w Ziempniowie został ks. Kazimierz Kaczor. Mimo licznych represji ze strony władz i nakładanych kar pieniężnych mieszkańcy nie dopuścili do zlikwidowania kapliczki, doprowadzili natomiast do jej przeniesienia. Na prośbę mieszkańców Kuria w Tarnowie pozwoliła na budowę kaplicy i asygnowała do tego przedsięwzięcia ks. Kaczora. Prace trwały od 14 czerwca do 6 grudnia 1969 roku według projektu Jana Marca i Władysława Uchmana. Powstałą w ten sposób budowlę poświęcono jako kościół Podwyższenia Krzyża Świętego i św. Marii Magdaleny. Poświęcenia i wmurowania kamienia węgielnego dokonał 29 czerwca 1969 r. bp Jerzy Ablewicz, który przewodniczył obrzędowi poświęcenia kościoła 7 grudnia 1969 roku. Ksiądz Kazimierz potrafił zorganizować materiały, o które było trudno w tym okresie oraz fundusze na ich zakup. W 1976 roku został proboszczem nowo powstałej parafii w Ziempniowie i znów zabrał się za budowę. Tym razem była to plebania, a następnie dom katechetyczny.  

## Parafia dzisiaj
Wewnątrz kościoła można zobaczyć rzeźby ludowe Adama Florka z Koszyc Wielkich, dzwon odlany w 1972 roku oraz sygnaturkę z 1773 roku. Stacje drogi krzyżowej wykonał Adam Florek. Witraże zaprojektował Jan Stańdo. W roku 1984 w otoczeniu kościoła wybudowano wolnostojącą wieżę wg projektu Jana Marca. Obecnie do parafii należą miejscowości Ziempniów i Breń Osuchowski. Proboszczem parafii od 2010 roku jest ks. Józef Pachut. Z jego inicjatywy w pustych salach domu katechetycznego powstały groty solne, z których korzystać mogą parafianie i goście. 